# リウヴィル＝アーノルドの定理
リウヴィル＝アーノルドの定理（—のていり、英: Liouville–Arnold theorem）は、ハミルトン形式の解析力学における完全積分可能条件に関する基本定理。
独立な第一積分の組が包合系であれば、求積可能であるともに、正準変数として作用変数-角変数の組（作用・角変数）が取れ、相空間での運動がトーラス上の軌道となることを示す。
定理の名は19世紀のフランスの物理学者ジョゼフ・リウヴィルとロシアの数学者ウラジーミル・アーノルドに因む。リウヴィルの定理として知られていた第一積分による求積可能条件について、後に、アーノルドが幾何学的な観点から再定式化を行った。なお、シンプレクティック幾何学の文脈においてはアーノルド＝ヨストの定理 (Arnold–Jost theorem) とも呼ばれる。

## 定理の主張
自由度 n のハミルトン力学系において、(q, p) = (q1,..., qn ; p1,..., pn) を正準変数とする。このとき、系に n 個の独立な第一積分 F1,..., Fn が存在し、それらのポアソン括弧が可換
{\displaystyle \left\{F_{i},F_{j}\right\}=0}
すなわち包合系であるとする。このとき、系は完全積分可能である。
さらに、第一積分の等位面として定義されるレベル集合
{\displaystyle M_{f}:=\left\{(q,p)\left|F_{i}(q,p)=\mathrm {const.} ~(=f_{i}),\quad \mathrm {for} ~~i=1,\dots ,n\right.\right\}}
がコンパクトかつ連結であり、Mf 上で勾配ベクトル ∇ Fi が一次独立であるとする。このとき、Mf は n 次元トーラスと同相である。

## 歴史
リウヴィルは1853年に出版したノートにおいて、系の自由度に等しい数の積分が存在すれば求積に必要な残りの積分が存在し、従ってその系は求積可能であることを指摘した。
それから100年以上が経過した1963年にアーノルドは幾何学の言葉を用いてリウヴィルの定理の主張を定式化し直し、そのレベル集合が一定の条件のもとでトーラスと同相であることを示した。Res Jost は1968年にアーノルドの証明で仮定された条件の一部が不要であることを指摘した。
ただし、本定理の内容は Henri Mineur によって1930年代に得られていたことが指摘されている。